# Esko Salminen

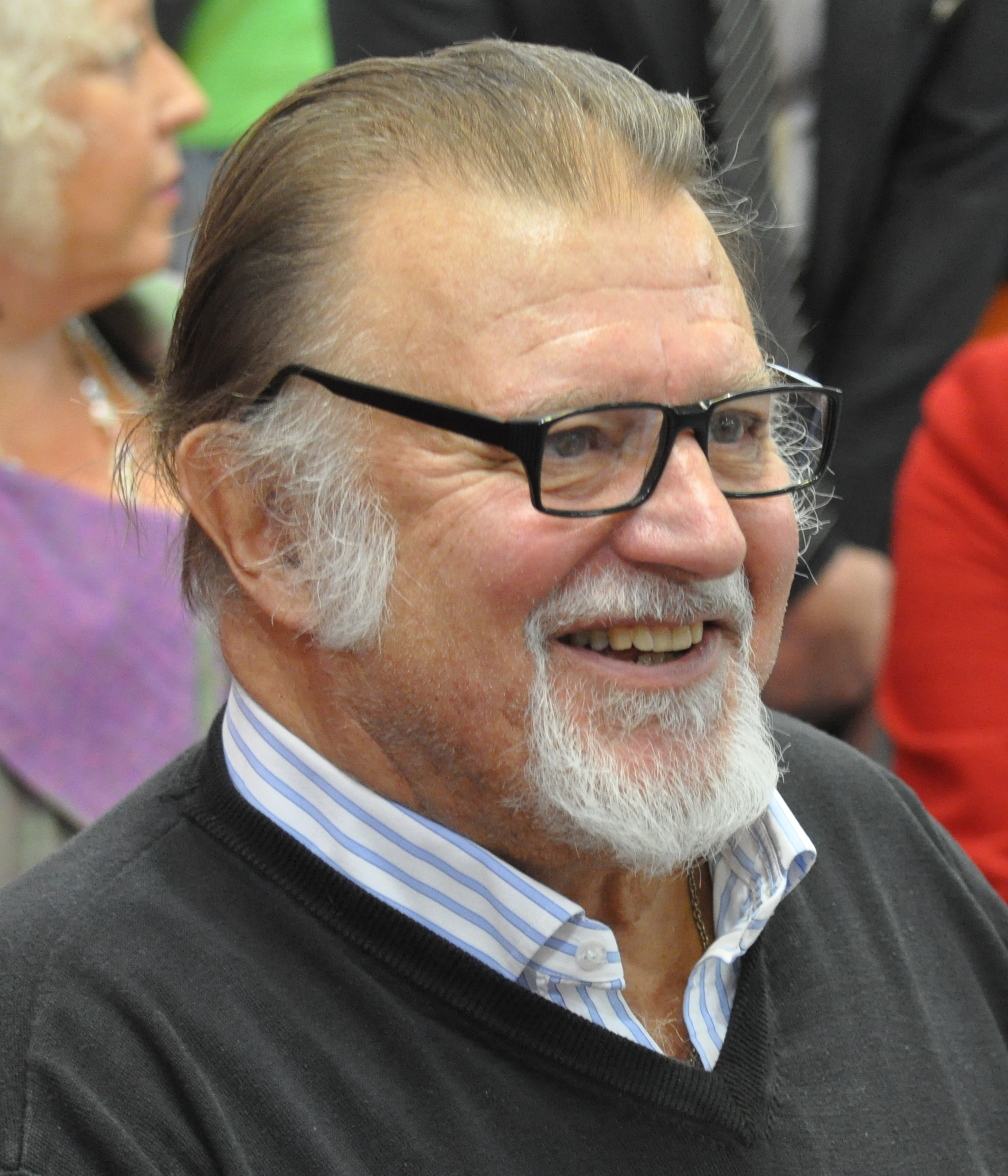
Esko Salminen (2010)

Esko Kullervo Salminen (* 12. Oktober 1940 in Helsinki Finnland) ist ein finnischer Schauspieler.

## Leben
Esko Salminen ist der Sohn des Schauspielers Tauno Palo und der Schauspielerin Kyllikki Väre. Nach der Trennung seiner Eltern wurde er von seiner Mutter und dem Schauspieler Unto Salminen aufgezogen. Nach seinem Schulabschluss studierte er von 1958 bis 1961 an der Finnischen Theaterschule. Nachdem er bereits 1949 in T.J. Särkkäs Liebeskomödie Katupeilin takana an der Seite seiner Eltern spielte, debütierte Salminen in der 1958 erschienenen Fernsehkomödie Charleyn täti als Lordi Boberley in einer Hauptrolle in einem Spielfilm und in der 1960 erschienenen und von Aarne Tarkas inszenierten Komödie Pekka ja Pätkä neekereinä an der Seite von Masa Niemi und Siiri Angerkoski auf der Leinwand.
Salminen war vier Mal verheiratet. Mit der Schauspielerin Rose-Marie Precht war er von 1961 bis 1963. Die Ehe blieb kinderlos. Es folgte von 1971 bis 1981 die Ehe mit der Schauspielerin Heidi Krohn, mit der er zwei gemeinsame Kinder hat. Ab 1983 war er mit der Schauspielerin Riikka Korppi-Tommola, mit der er ein gemeinsames Kind hat, verheiratet. Nach der Scheidung heiratete er die Schauspielerin Aino Seppo, mit der ebenfalls ein gemeinsames Kind hat. Seine beiden Kinder Kristo Salminen und Kreeta Salminen sind ebenfalls Schauspieler.

## Filmografie (Auswahl)
- 1949: Katupeilin takana
- 1958: Charleyn täti
- 1960: Pekka ja Pätkä neekereinä
- 1961: Das Mädchen mit dem Hut (Tyttö ja hattu)
- 1962: Versuchung am See (Kuu on vaarallinen)
- 1963: Unreif für die Liebe (Jengi)
- 1966: Die Liebe beginnt im Morgengrauen (Rakkaus alkaa aamuyöstä)
- 1970: Speedy Gonzales – Noin 7 veljeksen poika
- 1979: Die sieben Brüder (Seitsemän veljestä)
- 1980: Der Feuerkopf (Tulipää)
- 1981: Im Zeichen des Bösen (Pedon merkki)
- 1983: Mich laust der Affe (Apinan vuosi)
- 1984: Die berühmte Niskavuori-Saga (Niskavuori)
- 1987: Hamlet goes Business (Hamlet Liikemaailmassa)
- 1988: Ariel – Abgebrannt in Helsinki (Ariel)
- 1993: Die letzte Grenze (The last border - viimeisellä rajalla)
- 2005: Die beste Mutter (Äideistä parhain)
- 2011: Brüder (Veljekset)